# Bellebat
Bellebat – miejscowość i gmina we Francji, w regionie Nowa Akwitania, w departamencie Żyronda.
Według danych na rok 1990 gminę zamieszkiwały 134 osoby, a gęstość zaludnienia wynosiła 28 osób/km² (wśród 2290 gmin Akwitanii Bellebat plasuje się na 1042. miejscu pod względem liczby ludności, natomiast pod względem powierzchni na miejscu 1438.).